# 카롤리나 방
카롤리나 방(Carolina Bang, 1985년 9월 21일 ~ )는 스페인의 배우이다.

## 출연 작품
- 피엘레스 (2017)
- 더 바 (2016)
- 히어로즈 오브 이블 (2015)
- 마이 빅 나이트 (2015)
- 투 온 더 메뉴 (2014)
- 욕망의 둥지 (2014)
- 마녀 사냥꾼 (2013)
- 036 (2011)
- 우연히도 행운이 (2011)
- 광대를 위한 슬픈 발라드 (2010)
- 디메 케 요 (2008)